# Arturo Rodríguez
Arturo Rodríguez Quezada (Azcapotzalco, 8 gennaio 1990) è un ex calciatore messicano, di ruolo attaccante.

## Caratteristiche tecniche
Centravanti dotato di un buon fisico e una buona tecnica, è stato paragonato dai suoi allenatori nelle giovanili a Jared Borgetti.

## Carriera
Dopo aver iniziato nelle giovanili di San Luis e Necaxa, a 15 anni entra nella cantera dei Pumas, dove si mette in evidenza segnando 10 goal al Gr Sport nell'ultima giornata della Tercera División messicana 2007-2008 con i Pumas C. C. H., una squadra riserve dei Pumas. Ha esordito con la maglia della prima squadra il 18 agosto 2009 nella partita di Concachampions contro il Comunicaciones, alla prima nel girone, entrando al posto di Carlos Orrantia al 60º sullo 0-0 e colpendo due minuti dopo la traversa. I Pumas vincono 1-0. In seguito gioca due spezzoni di partita contro il W Connection sostituendo Fernando Morales e contro il Real España al posto di Juan Francisco Palencia.

## Statistiche

### Presenze e reti nei club
| Stagione  | Squadra | Campionato | Campionato | Campionato | Coppe nazionali | Coppe nazionali | Coppe nazionali | Coppe continentali | Coppe continentali | Coppe continentali | Totale | Totale |
| Stagione  | Squadra | Comp       | Pres       | Reti       | Comp            | Pres            | Reti            | Comp               | Pres               | Reti               | Pres   | Reti   |
| --------- | ------- | ---------- | ---------- | ---------- | --------------- | --------------- | --------------- | ------------------ | ------------------ | ------------------ | ------ | ------ |
| 2007-2008 | Pumas   | TD         | 29         | 26         | IL              | 0               | 0               | -                  | -                  | -                  | 29     | 26     |
| 2008-2009 | Pumas   | SD         | 23         | 4          | -               | -               | -               | CCL                | 0                  | 0                  | 23     | 4      |
| 2009-2010 | Pumas   | LA+SD      | 9+9        | 2+3        | -               | -               | -               | CCL                | 3                  | 0                  | 21     | 5      |
| 2010-2011 | Pumas   | LA+SD      | 20+5       | 3+0        | -               | -               | -               | SL                 | 0                  | 0                  | 25     | 3      |
| 2011-2012 | Pumas   | LA+SD      | 18+1       | 2+0        | -               | -               | -               | CCL                | 0                  | 0                  | 19     | 2      |
| Totale    | Totale  | Totale     | 114        | 40         |                 | 0               | 0               |                    | 3                  | 0                  | 117    | 40     |